# San Juan el Potrero
San Juan el Potrero är en ort i Mexiko.   Den ligger i kommunen Xonacatlán och delstaten Mexiko, i den sydöstra delen av landet, 30 km väster om huvudstaden Mexico City. San Juan el Potrero ligger 2 967 meter över havet och antalet invånare är 323.
Terrängen runt San Juan el Potrero är lite bergig. Runt San Juan el Potrero är det mycket tätbefolkat, med 4 503 invånare per kvadratkilometer. Närmaste större samhälle är Cuajimalpa, 18,6 km sydost om San Juan el Potrero. I omgivningarna runt San Juan el Potrero växer i huvudsak blandskog.